# 몬테비데오주

몬테비데오주의 위치

몬테비데오주(스페인어: Departamento de Montevideo)는 우루과이 남부에 위치한 주로 주도는 몬테비데오(우루과이의 수도이기도 함)이며 면적은 530km2, 인구는 1,319,108명(2011년 기준)이다. 서쪽으로는 산호세주, 동쪽으로는 카넬로네스주와 접한다.

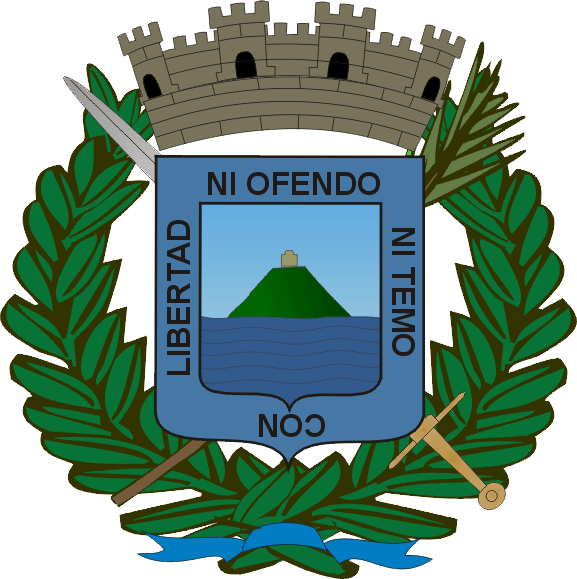
주 문장